# ブラック・ホールズ・アンド・レヴァレイションズ
『ブラック・ホールズ・アンド・レヴァレイションズ』（英: Black Holes and Revelations）は、イギリスのロックバンドであるミューズの4作目のスタジオ・アルバム。2006年7月3日にワーナー・ミュージック・グループから発売。全英アルバムチャート1位。

## 制作
南フランスのシャトーにあるスタジオ「Studio Miraval」で本作の作曲、リハーサルが行われ、前作に引き続きリッチ・コスティがプロデューサーとして加わった。レコーディングはニューヨークのエレクトリック・レディ・スタジオや当時マシュー・ベラミーが在住していたイタリアのスタジオなどで行われた。
ベラミーは本作の制作時にDJに関心を持ち、プリンスやスライ&ザ・ファミリー・ストーンを聴いていた。収録曲「スーパーマッシヴ・ブラック・ホール」、「マップ・オブ・ザ・プロブレマティック」はその影響を受けている。
また、アルバム全体を通して新世界秩序、不当な戦争、権力の乱用、陰謀による操作、民衆の反乱といった政治的主張や陰謀論の影響も受けている。
ベラミーは主にMansonのカスタム・ギターを使用し、アンプはVOXの「AC30」、マーシャルの「JMP」、アンペグの「V4」を組み合わせて使用。
収録曲「テイク・ア・バウ」では、フィリップ・グラス風のストリングスを導入。なお、プロデューサーのリッチ・コスティはかつてグラスの下でチーフ・エンジニアとして働いていた。コスティは「モーグが主役で、その後ろにオーケストラがいるモーグ・シンフォニーのように考えた」と話している。「シティ・オブ・ディリュージョン」のストリングス・アレンジはイタリアのヴァイオリニストであるマウロ・パガーニによるもの。
「スターライト」についてベーシストのクリス・ウォルステンホルムは、「友達、家族、愛する人など、誰かを恋しく思う気持ちを歌ったラブソング」と話した。
「スーパーマッシヴ・ブラック・ホール」についてベラミーはビートルズやプリンス、カニエ・ウェストに加え、ソウルワックスなどのR&Bのリズムとオルタナティブ・ギターをミックスしたベルギーのバンドに影響を受け、ニューヨークのクラブに踊りに出かけていたことも影響にあると話した。ドラムトラックはベラミーが入手したキックとスネアのサンプルを使用し、前作に引き続きビジュアルプログラミング言語の「Kyma」を使用してサンプルを加工した。
「ナイツ・オブ・サイドニア」はサーフ・ミュージックおよびベラミーの父・ジョージ・ベラミーが所属していたバンドであるトルネイドースの楽曲「テルスター」の影響を受けている。

## 発売
イギリスでは2006年7月3日にワーナー・ミュージック・グループ傘下のミューズのレーベル「Helium-3」から発売。全英アルバムチャートで1位を記録。日本では6月28日にワーナーミュージック・ジャパンから先行発売され、オリコン週間アルバムチャートで11位。アメリカではワーナー・レコードから発売され、Billboard 200で9位。
イギリス（BPI）で2024年にクアドラプル・プラチナ、アメリカ（RIAA）で2016年にプラチナ、日本（RIAJ）で2014年にゴールドの認定を受けた。

## 批評
本作についてアメリカの音楽雑誌「Blender」のDorian Lynskeyは、「1970年代の2枚組アルバムを45分に凝縮したような、流星のような勢いがある」と評した。NMEのAnthony Thorntonは、「馬鹿馬鹿しく、大げさで、野心的で、まったく素晴らしいアルバム」「いずれにせよ、あなたを打ちのめすだろう」と評した。エンターテインメント・ウィークリーのWill Hermesも「陳腐で大げさ」と評しつつも「野心的で非の打ちどころがなく、思わず拳を突き上げるような興奮を誘う」と評した。
ガーディアンのDave Simpsonは、「マシュー・ベラミーは、ロック界で最も滑稽な男になるためのキャンペーンを続けている」「ミューズ拒否を公言している人でも最終的には負けを認めざるを得ないかもしれない」と評した。
本作は2006年のマーキュリー賞にノミネートされる。2007年に出版された『死ぬ前に聴くべき1001枚のアルバム』で紹介され、『クラシック・ロック』が2010年に発表した「過去10年間のプログレッシブ・ロックに欠かせないアルバム10枚」に選ばれる。

### 音楽雑誌によるランキング
- 『NME』「アルバム・オブ・ザ・イヤー」3位（2006年）[24]
- 『Q』「アルバム・オブ・ザ・イヤー」2位（2006年）[25]
- 『NME』「過去15年間のベスト・トラック150（150 Best Tracks of the Past 15 Years）」（2011年）[26]
  - 「ナイツ・オブ・サイドニア」44位
  - 「スーパーマッシヴ・ブラック・ホール」74位
- 『ギグワイズ』「ミューズの歴代シングルの人気投票」（2014年）[27]
  - 「ナイツ・オブ・サイドニア」1位

## 収録曲
| 全作詞・作曲: マシュー・ベラミー。 |                                                                     |                    |                    |      |
| #                                  | タイトル                                                            | 作詞               | 作曲・編曲         | 時間 |
| 1.                                 | 「テイク・ア・バウ - Take a Bow」                                   | マシュー・ベラミー | マシュー・ベラミー | 4:35 |
| 2.                                 | 「スターライト - Starlight」                                        | マシュー・ベラミー | マシュー・ベラミー | 3:59 |
| 3.                                 | 「スーパーマッシヴ・ブラック・ホール - Supermassive Black Hole」    | マシュー・ベラミー | マシュー・ベラミー | 3:29 |
| 4.                                 | 「マップ・オブ・ザ・プロブレマティック - Map of the Problematique」 | マシュー・ベラミー | マシュー・ベラミー | 4:18 |
| 5.                                 | 「ソルジャーズ・ポエム - Soldier's Poem」                           | マシュー・ベラミー | マシュー・ベラミー | 2:03 |
| 6.                                 | 「インヴィンシブル - Invincible」                                   | マシュー・ベラミー | マシュー・ベラミー | 5:00 |
| 7.                                 | 「アサシン - Assassin」                                             | マシュー・ベラミー | マシュー・ベラミー | 3:31 |
| 8.                                 | 「エクソ・ポリティクス - Exo-Politics」                             | マシュー・ベラミー | マシュー・ベラミー | 3:53 |
| 9.                                 | 「シティ・オブ・ディリュージョン - City of Delusion」               | マシュー・ベラミー | マシュー・ベラミー | 4:48 |
| 10.                                | 「フードゥー - Hoodoo」                                             | マシュー・ベラミー | マシュー・ベラミー | 3:43 |
| 11.                                | 「ナイツ・オブ・サイドニア - Knights of Cydonia」                   | マシュー・ベラミー | マシュー・ベラミー | 6:06 |
| 合計時間:                          | 合計時間:                                                           | 45:28              |                    |      |

### 日本盤
| #         | タイトル                  | 作詞  | 作曲・編曲 | 時間 |
| --------- | ------------------------- | ----- | ---------- | ---- |
| 12.       | 「グロリアス - Glorious」 |       |            | 4:41 |
| 合計時間: | 合計時間:                 | 49:50 |            |      |

### 最強盤（DVD）
WPZR-30194/95
1. スーパーマッシヴ・ブラック・ホール（ビデオ）
2. スターライト（ビデオ）
3. ナイツ・オブ・サイドニア（ビデオ）
4. スーパーマッシヴ・ブラック・ホール（ライヴ・フロム・パリ）
5. スターライト（ライヴ・レイザー・パフォーマンス・アット・MTVアウォード）
6. ナイツ・オブ・サイドニア（ライヴ・フロム・ロンドン）

## シングル
1. スーパーマッシヴ・ブラック・ホール - Supermassive Black Hole
全英シングルチャート4位[30]。2011年5月に放送されたイギリスのSFドラマ『ドクター・フー』の第6シリーズ第5話「人造人間たち」の冒頭で使用される[31]。
2. スターライト - Starlight
全英シングルチャート13位[30]
3. ナイツ・オブ・サイドニア - Knights of Cydonia
全英シングルチャート10位[30]
4. インヴィンシブル - Invincible
全英シングルチャート21位[30]
5. マップ・オブ・ザ・プロブレマティック - Map of the Problematique
全英シングルチャート18位[30]